# Daniel Calparsoro
Daniel Calparsoro López-Tapia est un réalisateur et scénariste espagnol né en 1968.

## Biographie
Il naît à Barcelone en 1968. Peu après, sa famille déménage à Saint-Sébastien où naîtra en 1972 sa sœur Carla. Parallèlement à ses études en sciences politiques à Madrid, il suit des cours de cinéma ; mais c'est à New York qu'il développe sa formation cinématographique.
En 1995, il se fait connaître comme réalisateur en Espagne avec Saut dans le vide, dans lequel il met en scène son ex-femme, la chanteuse et actrice Najwa Nimri, qu'il fait tourner aussi dans Passages en 1996, A ciegas en 1997 et Asfalto en 2000. Si sa vie privée et professionnelle fut très liée à cette femme, il partage maintenant sa vie avec l'actrice Patricia Vico avec laquelle il a un fils, Hugo.
On trouvera sa sœur Carla (ou Karla) au générique de presque tous ses films.

## Filmographie

### Au cinéma
- 1995 : Saut dans le vide (Salto al vacío)
- 1996 : Passages (Pasajes) (également scénariste)
- 1997 : A ciegas (également scénariste)
- 1998 : Asfalto (également scénariste)
- 2002 : Guerreros (également scénariste)
- 2005 : Ausentes (également scénariste)
- 2012 : Invasion (Invasor)
- 2013 : The Chase (Combustión)
- 2016 : Insiders (Cien años de perdón)
- 2018 : L'Avertissement (El aviso)
- 2019 : Le Silence de la ville blanche (El silencio de la ciudad blanca)
- 2020 : Hasta el cielo
- 2024 : Le Courrier

### À la télévision
- 2008 : Le Châtiment (également scénariste)